# 陽豎
阳竖（?—?），《战国策·韩策》作阳坚，战国初年韩国人物。
东孟之会上，严遂派聂政刺杀韩相侠累及国君韩哀侯。阳竖参与此事。出逃时，路过东周国，东周君留他十四日，然后载以驷马乘车将他送走。韩国派人责备东周，东周君忧虑。门客对东周君说：“直接给他们说：‘寡人知道严氏谋杀君相，阳竖参与，所以留他十四天，以等待韩国处置。小国不足以容纳贼寇，韩君之使又迟迟不至，所以把他放走了。’”